# Bathycolpodes subfuscata
Bathycolpodes subfuscata là một loài bướm đêm trong họ Geometridae.